# Angela Brady
Angela Brady és una arquitecta originària de Dublín, Irlanda, que ha viscut a Londres durant 25 anys. El 2011 va ser elegida presidenta de l'Institut Reial d'Arquitectes Britànics (RIBA) per un terme de tres anys. També va ser part de l'Institut Reial d'Arquitectes d'Irlanda (RIAI).
Brady va estudiar arquitectura en l'Institut Tecnològic de Dublín. Després va treballar al costat d'Arthur Erickson per un breu període a la ciutat de Toronto, Canadà.
Va obtenir el títol d'arquitecta el 1984 i va treballar breument per GMW Architects i SEH. En 1987 va cofundar Brady Mallalieu Architects amb Robin Mallalieu a Londres.
És una personalitat televisiva en la seva natal Irlanda i en tot el Regne Unit, prenent part de programes emesos a RTE, ITV i Channel 4. "Mostrar al públic el que un arquitecte fa és una gran oportunitat i la televisió és el millor mitjà per aconseguir-ho", va explicar.
Brady ha estat activa en les associacions RIBA i RIAI per molts anys. En el 2000 va fundar l'associació Architects for Change, donant oportunitats a dones i a minories ètniques per prendre part a la seva professió. Va ser elegida presidenta de la RIBA en 2011, sent la segona dona a obtenir aquest càrrec.